# Ванчо Сърбаков
Иван Мицков Сърбаков, известен повече като Ванчо Сърбака, е български революционер, кичевско-поречки войвода на Вътрешната македоно-одринска революционна организация.

## Биография
Ванчо Сърбаков е роден в село Вранещица, тогава в Османската империя. По професия е хлебар. Емигрира в Браила, Румъния. В началото на 1903 година в София въоръжава своя чета, с която заминава за родното си Кичевско. Присъединява се към редиците на ВМОРО като четник на Никола Русински, където четник е и брат му Христо Сърбаков. Ванчо Сърбаков се издига до подвойвода и обикаля с четирима четници в Рабетинкол.
На Смилевския конгрес Ванчо Сърбака, Цветан от Световраче, Георги Пешков и Янаки Петров са избрани за членове на кичевското ръководно тяло. През Илинденско-Преображенското въстание е войвода в Кичевско, заедно с Лука Джеров. Тогава негов четник е Петър Радев – Пашата. След въстанието Ванчо Сърбаков се изтегля в София. Завръща се в Македония с четата на Георги Попхристов, като остава пак в Кичевско. Секретар на четата му е Атанас Албански.
| Чета на Ванчо Сърбаков, 30 март 1904 година | Чета на Ванчо Сърбаков, 30 март 1904 година | Чета на Ванчо Сърбаков, 30 март 1904 година | Чета на Ванчо Сърбаков, 30 март 1904 година | Чета на Ванчо Сърбаков, 30 март 1904 година |
| Номер                                       | Име                                         | Селище                                      | Околия                                      | Забележка                                   |
| ------------------------------------------- | ------------------------------------------- | ------------------------------------------- | ------------------------------------------- | ------------------------------------------- |
| 1.                                          | Иван Мицков                                 | Вранещица                                   | Кичевска                                    |                                             |
| 2.                                          | Наум Издеглавски                            | Издеглаве                                   | Охридска                                    |                                             |
| 3.                                          | Трайко Петрев                               | Лопатица                                    | Прилепска                                   |                                             |
| 4.                                          | Секула Дуков                                | Лунце                                       | Поречка                                     |                                             |
| 5.                                          | Александър Кузманов                         | Козичино                                    | Кичевска                                    | [ 9 ]                                       |

След въстанието сръбската въоръжена пропаганда в Кичевско и Поречието се засилва. През октомври 1904 година съединени чети, начело с Даме Груев, се противопоставят на сърбите. След разбиването на четите Ванчо Сърбака, заедно с Петър Ацев, едва успява да се спаси.
През нощта между 23 и 24 април 1905 г. четата на Христо Узунов и Ванчо Сърбаков – 13 души, е обградена от турски аскер в село Цер. След дълго сражение войводата Сърбаков прави опит да пробие кордона с бомби и загива, а останалите четници се самоубиват.